# Västra Nylands räddningsverk

Västra Nylands räddningsverks nya vapen som fastställdes 2023. I mitten finns Nylands landskapsvapen.

Västra Nylands räddningsverk (finska: Länsi-Uusimaan pelastuslaitos) är ett av totalt 22 räddningsverk i Finland. Räddningsverkets uppgifter handlar om att förebygga olyckor och förbättra beredskapen i kommuner samt skydda invånarna. Därutöver tillkommer räddningsverksamhet och akutvård. Västra Nylands räddningsverk blev en del av Västra Nylands välfärdsområde 1.1.2023.

Västra Nylands räddningsverks gamla vapen. I mitten finns Esbo stadsvapen.

## Räddningsområdet
Västra Nylands räddningsverk står för räddningsverksamheten och akutvården i 10 kommuner i landskapet Nyland: 
- Esbo
- Grankulla
- Hangö
- Högfors
- Ingå
- Kyrkslätt
- Lojo
- Raseborg
- Sjundeå
- Vichtis

## Arbetet
Cirka 600 personer är anställda hos Västra Nylands räddningsverk. I beredskap har räddningsverket ca 90 personer, fördelade på tolv stationer i Västra Nyland.
I Västra Nylands räddningsverks område arbetar också ca 1000 frivilliga brandmän i 40 avtalsbrandkårer (FBK). I Hangö och Tenala finns det deltidsanställd personal. De deltar i beredskaps- och säkerhetsutbildningar som anordnas av räddningsverket.